# 정인호 (1869년)
정인호(1869년 10월 6일 ~ 1945년 1월 21일)는 구한말의 관리이며 일제강점기의 독립운동가이다.

## 생애
정인호는 1899년 경북 청도군수를 지냈다.
1908년 ≪초등대한역사(初等大韓歷史)≫·≪최신초등소학(最新初等小學)≫ 등이 교과서를 출간하여 교육계몽 구국운동에 앞장섰다.
1911년 105인 사건때 이승만과 연루되었다는 이유로 일경에 연행돼 고문을 받았다.
일제의 관직 유혹을 뿌리치고 1919년 대한독립구국단을 결성하였으며 상해 임시정부가 결성되자 임시정부에 보낼 군자금을 조달하였다. 1920년 3월 동단의 단장을 맡았다.
1922년 국내의 한규설, 윤용구 등 100여 명을 임시정부 의정원 의원으로 추천하는 등 독립운동을 하였다. 이들은 임시정부 의정원의 사령서를 인쇄하여 윤용구(尹容求)·한규설(韓圭卨) 등 백여명의 국내인사들에게 발송하여, 각각 임시정부 의정원의 원로(元老)·상원(上院)·중의원(中議院)의 각 의원에 추천되었음을 통지하였으며 홍긍섭(洪肯燮) 등 23명에게는 피선서(被選書)를 우송하는 등의 임시정부의 지원활동을 하였다.
또한 동지를 모집하여 김두형(金斗衡)·서병두(徐丙斗)·이종한(李琮漢) 등 수십명의 동지를 규합하고 납입명령서, 임시정부 재무부 인장, 임시정부의 국민의회 의원선임장 용지 등을 인쇄하여 전국의 부호에게 이를 배포하려 하였다.
이들은 이후 독립운동 자금의 모집을 하였으며 1920년 4월에는 김두형·권영만(權寧萬)이 모의 권총을 소지하고 충남 논산군의 부호인 윤일병(尹一炳) 등 집에 침입하여 군자금 5백원을 모금하기도 하였다. 또한 그는 김두형과 함께 동년 12월(음력) 충남 익산군의 부호 임병철(林秉喆)에게 군자금 납입을 요구하였으나 실패하였다. 이 일로 일본 경찰에 발각, 체포돼 1922년 5월 경성복심법원에서 소위 제령7호 및 출판법 위반 혐의로징역 5년형을 받고 복역하였다.
1977년 건국포장을 추서받았다. 1990년에 건국훈장 애국장이 추서되었다.
그가 수감될 때 그의 아들들 등 가족이 옥고를 치렀고 출감후, 서울 청량리 일대 토지 5,096평이 조선총독부에 의해 몰수당해 있었다.

## 저서
- ≪초등대한역사(初等大韓歷史)≫
- ≪최신초등소학(最新初等小學)≫

## 가족
- 손자 : 정진한(1923년 ~ )

## 같이 보기
- 105인 사건
- 이승만
- 대한민국 임시정부
- 한규설